# Cyclocephala vestita
Cyclocephala vestita är en skalbaggsart som beskrevs av Höhne 1923. Cyclocephala vestita ingår i släktet Cyclocephala och familjen Dynastidae. Inga underarter finns listade i Catalogue of Life.